# Lista de vereadores de Natividade (Rio de Janeiro)
Esta é a lista de vereadores de Natividade, município brasileiro do estado do Rio de Janeiro.
A Câmara municipal de Natividade é formada por onze representantes.

## Legislatura de 2021–2024
Estes são os vereadores eleitos nas eleições de 15 de novembro de 2020, pelo período de 1° de janeiro de 2021 a 31 de dezembro de 2024:
| Mesa Diretora (2021-2022)            |                       |                        |                           |
| Nome                                 | Início do mandato     | Fim do mandato         | Cargo                     |
| Lucas Merson Silva Fonseca (PROS)    | 1º de janeiro de 2021 | 31 de dezembro de 2022 | Presidente da Câmara      |
| Fabiano França Vieira Filho (MDB)    | 1º de janeiro de 2021 | 31 de dezembro de 2022 | Vice-presidente da Câmara |
| Evando Luiz Fernandes (PDT)          | 1º de janeiro de 2021 | 31 de dezembro de 2022 | 1º Secretário             |
| Aridelson Teixeira de Oliveira (MDB) | 1º de janeiro de 2021 | 31 de dezembro de 2022 | 2º Secretário             |

|    | Nome                                                                  | Partido                                    | Votos | %    | Observações |
| -- | --------------------------------------------------------------------- | ------------------------------------------ | ----- | ---- | ----------- |
| 1  | Fabrício Lima Coutinho, Moskinha (Natividade, 04.01.1977–)            | Movimento Democrático Brasileiro (MDB)     | 383   | 3,82 | 1º mandato  |
| 2  | Fabiano França Vieira Filho, Fabiano do Bim (Natividade, 21.08.1994–) | Movimento Democrático Brasileiro (MDB)     | 363   | 3,62 | 1º mandato  |
| 3  | Lucas Merson Silva Fonseca (2021-2022) (Natividade, 23.07.1981–)      | Partido Republicano da Ordem Social (PROS) | 333   | 3,32 | 1º mandato  |
| 4  | Mayco Faria de Almeida, Mayco do Candinho (Natividade, 12.04.1982–)   | Partido Social Democrático (PSD)           | 328   | 3,27 | 2º mandato  |
| 5  | Márcio da Silva Machado, Kará (Natividade, 24.06.1980–)               | Partido Democrático Trabalhista (PDT)      | 312   | 3,11 | 1º mandato  |
| 6  | Cláudio Leite da Silva, Claudão (Natividade, 24.07.1978–)             | Partido Social Cristão (PSC)               | 301   | 3,00 | 1º mandato  |
| 7  | Geraldo Soares Barreto Filho, Filho Barreto (Natividade, 24.03.1966–) | Partido Republicano da Ordem Social (PROS) | 297   | 2,96 | 1º mandato  |
| 8  | Evando Luiz Fernandes, Paçoquinha (Porciúncula, 20.04.1977–)          | Partido Democrático Trabalhista (PDT)      | 295   | 2,94 | 2º mandato  |
| 9  | Marcos Antônio da Cunha, Subtenente Cunha (Itaperuna, 16.05.1970–)    | Democratas (DEM)                           | 272   | 2,71 | 1º mandato  |
| 10 | Luiz Carlos Costa, Luizinho Costa (Natividade, 01.10.1967–)           | Partido Democrático Trabalhista (PDT)      | 270   | 2,69 | 2º mandato  |
| 11 | Aridelson Teixeira de Oliveira, Sabará (Natividade, 09.12.1975–)      | Movimento Democrático Brasileiro (MDB)     | 254   | 2,53 | 1º mandato  |

## Legislatura de 2017–2020
Estes são os vereadores eleitos nas eleições de 2 de outubro de 2016, pelo período de 1° de janeiro de 2017 a 31 de dezembro de 2020:
|    | Nome                                                                     | Partido                                            | Votos | %    | Observações |
| -- | ------------------------------------------------------------------------ | -------------------------------------------------- | ----- | ---- | ----------- |
| 1  | Mayco Faria de Almeida, Mayco do Candinho (Natividade, 12.04.1982–)      | Partido Progressista (PP)                          | 445   | 4,84 | 1º mandato  |
| 2  | Denilson Menezes da Silva, Cabide (??, 05.02.1966–)                      | Partido Popular Socialista (PPS)                   | 431   | 4,69 | 1º mandato  |
| 3  | Fabiano França Vieira, Bim (Natividade, 07.12.1963–)                     | Partido Trabalhista Brasileiro (PTB)               | 315   | 3,43 | 1º mandato  |
| 4  | Rodrigo Borges Rodrigues, do Manoel Filho (Natividade, 04.09.1976–)      | Solidariedade (SD)                                 | 309   | 3,36 | 1º mandato  |
| 5  | Luiz Carlos Costa, Luizinho Costa (Natividade, 01.10.1967–)              | Partido Democrático Trabalhista (PDT)              | 291   | 3,17 | 1º mandato  |
| 6  | Dra. Ivete Martins Bohrer Kabouk (2019-2020) (Natividade, 04.04.1952–)   | Partido dos Trabalhadores (PT)                     | 286   | 3,11 | 1º mandato  |
| 7  | Robson Rodrigues Barreto, do Açougue (Natividade, 22.05.1976–)           | Partido Trabalhista Nacional (PTN)                 | 249   | 2,71 | 1º mandato  |
| 8  | Evando Luiz Fernandes, Paçoquinha (Natividade, 20.04.1977–)              | Partido Democrático Trabalhista (PDT)              | 243   | 2,64 | 1º mandato  |
| 9  | Eriques Lopes da Silva, Mineirinho (2017-2018) (Natividade, 03.07.1970–) | Partido da Mobilização Nacional (PMN)              | 241   | 2,62 | 1º mandato  |
| 10 | Bernardo Pinho Teixeira, Bernardo de Pinho (Natividade, 21.04.1984–)     | Partido do Movimento Democrático Brasileiro (PMDB) | 206   | 2,24 | 1º mandato  |
| 11 | Pastor Carlos de Assis Paiva (Natividade, 02.10.1964–)                   | Partido da República (PR)                          | 197   | 2,14 | 1º mandato  |

## Legenda
| Cor  | Significado          |
| Bege | Presidente da Câmara |
| Azul | Suplente             |